# Patrick Lecocq
Pour les articles homonymes, voir Lecocq.
Patrick Lecocq, né le 14 novembre 1943 dans le 14e arrondissement de Paris, est un journaliste français.

## Biographie
Fils de directeur d'entreprise, il est élève au lycée Lakanal de Sceaux puis étudie à la faculté de droit de Paris. 
Débutant en 1967 comme journaliste à l'ORTF et rédacteur à Inter service jeune (1967), il devient reporter à France Inter en 1968 et pour l'ORTF Alsace entre 1968 et 1970. Entre 1972 et 1975, il est parallèlement adjoint au rédacteur en chef du quotidien Le Matin de Paris et chef du matin à France Inter.
Il retrouve les plateaux de télévision en 1975, comme adjoint au rédacteur en chef, puis présentateur du journal télévisé du soir de 1975 jusqu'en 1979. En janvier 1979, on lui confie avec Gérard Mérigaud, la présentation du premier journal de la mi-journée, Antenne 2 Midi jusqu'en 1981. Il laisse cette charge en 1981, sans quitter entièrement l'antenne, chargé des éditoriaux consacrés aux problèmes de défense et de stratégie. En 1985, il endosse la présentation des journaux de Télématin, il est nommé adjoint au directeur de l'information en 1987. 
Il est également responsable des relations internationales et vice-président de l'Union européenne de radio-télévision (UER) depuis 1995 et a été nommé chevalier de la Légion d'honneur au 1er janvier 2006.

## Distinctions
- Chevalier de la Légion d'honneur (2006).

## Source
- Notice biographique, Who's Who in France, 2008